# Plicatulidae
Plicatulidae zijn een familie van tweekleppigen uit de orde Pectinoida.

## Taxonnomie
Het volgende geslacht is bij de familie ingedeeld:
- Plicatula Lamarck, 1801
- Plicatulostrea Simone & Amaral, 2008